# Bechtle
 (mai 2010).
Si vous disposez d'ouvrages ou d'articles de référence ou si vous connaissez des sites web de qualité traitant du thème abordé ici, merci de compléter l'article en donnant les références utiles à sa vérifiabilité et en les liant à la section « Notes et références ».
Bechtle AG est une SSII et un distributeur de matériel informatique B2B allemand. Bechtle fait partie de l’indice TecDAX et aujourd’hui le groupe est présent dans plus de 60 villes à travers l’Europe.
Créée à Heilbronn en 1983, aujourd’hui le siège est situé à Neckarsulm, Allemagne, l'entreprise opère à travers l’Europe grâce à ses 14 filiales (Suisse, Angleterre, Italie, Pays-Bas, France, Autriche, Espagne, Belgique, Portugal, Irlande, Pologne, République tchèque, Hongrie).

## Histoire
Bechtle a été créée en 1983 par l’entrepreneur Gerhard Schick ainsi que Ralf Klenk et Klaus von Jan, respectivement diplômé et professeur de la Hochschule (établissement d’enseignement supérieur) de Heilbronn. L’histoire de Bechtle débute avec Ralf Klenk sous la forme d’une entreprise unipersonnelle. En 1985, l’entreprise emploie six collaborateurs. Elle connaît une forte expansion dans les années 1990 et fonde plusieurs succursales dans l’est de l’Allemagne. La barre des 100 millions de Mark de chiffre d’affaires est atteinte en 1995. L’entreprise est cotée en bourse (Neuer Markt puis TecDAX) depuis le 30 mars 2000. Bechtle réalise une grande partie de sa croissance en externe : elle a en effet acquis plus de trente entreprises depuis 1990, dont le groupe suisse ARP.
Bechtle atteint presque 6 milliards d’euros de chiffre d’affaires en 2021. En 2021, la barre des 12 000 collaborateurs est dépassée, issus de 100 nationalités différentes.

## Structure du groupe
Le siège de Neckarsulm s’occupe, en tant que société mère et holding, de la planification stratégique de l’ensemble des filiales ainsi que des tâches centrales telles que le controlling, les finances, la communication d’entreprise, les relations investisseurs, l’informatique centrale, les ressources humaines, la gestion de la qualité et des risques, le droit et la conformité.
Les filiales suivantes lui sont rattachées : Bechtle Logistik & Service GmbH, gérant avant tout les achats, l‘entrepôt, la gestion de produits et le marketing. Bechtle Systemhaus Holding AG, regroupant les activités des sociétés de services en ingénierie informatique d’Allemagne et d’Autriche.
Bechtle e-Commerce Holding AG pour les sociétés Bechtle Direct. Bechtle Managed Services AG pour les prestations de services en outsourcing Bechtle Holding Suisse SA à Rotkreuz pour les sociétés de commerce en ligne et SSII suisses ainsi que les filiales Comsoft (licences logicielles).

## Segments commerciaux
Le groupe est organisé en deux segments commerciaux possédant chacun leur propre directoire : 
- Sociétés de services & systèmes administrés en Allemagne, Suisse et Autriche (69 sites),
- E-commerce informatique sous les marques Bechtle direct et Comsoft dans 14 pays d’Europe. Plus de 56 000 produits informatiques sont vendus par internet, catalogue et téléphone.

### Bechtle System Houses
Ces bureaux fournissent des services régionaux spécialisés dans des domaines ciblés.

### Bechtle direct
Bechtle direct fut l’un des pionniers du commerce en ligne en Europe en ouvrant sa boutique en ligne en 1995.

Le catalogue de plus de 800 pages publié une fois par an et le site internet référencent une large gamme de produits venant de près de 300 constructeurs différents.
Bechtle direct possède des représentations dans 14 pays européens (Belgique, Allemagne, France, Grande-Bretagne, Irlande, Italie, Pays-Bas, Autriche, Pologne, Portugal, Suisse, Espagne, République tchèque, Hongrie). Elle fonctionne sur un modèle matriciel, chaque filiale nationale étant entièrement responsable du commerce de son pays. Les fonctions de supports (RH, marketing, finance) sont également représentées dans chaque filiale.

### Centres de compétences
20 centres de compétences dispersés à travers l’Allemagne fournissent un savoir-faire supplémentaire pour les projets informatiques complexes.

### Bechtle Logistique & Service
Bechtle Logistique et Service, basé au siège de l’entreprise à Neckarsulm, centralise les services qui supportent le groupe au niveau international. 
Cela inclut les achats nationaux et internationaux, ainsi que le management des produits, le stockage, le contrôle et la traduction.

## Responsabilité Sociétale des Entreprises
Bechtle publie depuis 2011 son rapport de développement durable et en 2021 sa stratégie 2030 en matière de développement durable a été dévoilée.

## Principaux actionnaires
Au 18 décembre 2019:
| Karin Schick-Krief                  | 35,0% |
| Baillie Gifford                     | 7,59% |
| Allianz Global Investors            | 4,99% |
| DWS Investment                      | 4,99% |
| Flossbach von Storch                | 4,95% |
| DWS Investments                     | 3,39% |
| Capital Research & Management W.I.  | 2,57% |
| JPMorgan Asset Management           | 2,46% |
| Mawer Investment Management         | 2,22% |
| BNP Paribas Asset Management France | 2,02% |

## Bechtle France
Créée en 2000, Bechtle France est la 2e plus grosse filiale du groupe après l’Allemagne.
Elle compte désormais 3 sites en France : Illkirch-Graffenstaden près de Strasbourg, Antony près de Paris, et Aix-en-Provence, et rassemble 135 salariés en 2021.
Bechtle Direct France couvre le marché des entreprises privées (B to B) mais aussi le secteur public (B to G ou AES pour Administration, Éducation, Santé). S'ajoutent à cela des conseillers techniques couvrant les différents domaines de l'IT : serveur, configuration de pc, logiciel, DAAS, Modern Workplace, HPC (calcul haute performance, Intelligence Artificielle, virtualisation, sécurité, infrastructures, etc.)